# Pilot (Kako sam upoznao vašu majku)
Pilot je prva epizoda serije Kako sam upoznao vašu majku. Prvi put je emitirana 19. rujna 2005. na CBS-u.
U ovoj epizodi prvi put upoznajemo likove serije: Teda Mosbyja, Marshalla Eriksena, Lily Aldrin, Barneya Stinsona i Robin Scherbatsky.

## Radnja
2030. godine Ted odluči kćeri i sinu ispričati priču kako je upoznao njihovu majku. Ted se zatim vraća 25 godina u prošlost, u 2005. godinu. Tedov najbolji prijatelj Marshall Eriksen se priprema da zaprosi Lily Aldrin. Ted odluči izaći iz stana kako bi Marshall bio spreman.
Nakon toga upoznajemo Barneya Stinsona koji zove Teda da dođe u lokalni pub MacLaren's. Ted govori Barneyu kako se želi oženiti jer će Marshall najvjerojatnije oženiti Lily, no Barney mu govori da se ne ženi jer mu može ostati "pomoćnik" u traženju cura. Zatim Ted primjećuje Robin Scherbatsky i ostaje iznenađen. Barney odradi svoju ulogu u igri "Jesi li upoznala Teda? (Have you met Ted?)" te se tako Ted i Robin upoznaju. Ted ju poziva na večeru, no Robin kaže da je zauzeta. Ted ju sljedeći dan poziva na večeru te Robin prihvati. Njih dvoje odlaze na večeru u obližnji restoran. Robin pogleda plavi francuski rog koji visi na zidu restorana te reče kako bi ga htjela imati u svom stanu. Ted zatim reče kako postoji "Teorija s maslinama (Olive Theory)" koja je zasnovana na Marshall i Lily (Marshall mrzi masline, dok ih Lily voli – Ted kaže da je to nešto što ih čini odličnim parom). Robin reče kako i ona mrzi masline, dok ih Ted voli. Njihov spoj završava kada Robin mora ići snimati reportažu za lokalni kanal Metro News 1.
Ted odlazi u MacLaren's i govori prijateljima o spoju, no shvati da je trebao poljubiti Robin, da je to bio "signal". Barney reče Tedu da je vidio Marshalla kako jede masline, no Marshall govori kako je lagao Lily da mrzi masline kako bi bili zajedno. Ted nazove Robin koja ga poziva da dođe u njezin stan. Ted je zatim napravio nešto čega se obožavatelji serije dobro sjećaju – ukrao je plavi francuski rog te je otišao kod Robin. Dolazi kod Robin i njih dvoje počnu lagano plesati. Iznenađena je kada sazna da je Ted ukrao rog samo za nju. Ted reče Robin kako je voli, no ona se prepadne. Nakon dugotrajnog pozdrava, Ted odlazi u MacLaren's.
Budući Ted govori da je to priča kako je upoznao "tetu Robin". Djeca misle da je to priča kako je upoznao majku, no Ted reče kako je ta priča dugačka.

## Zanimljivosti
- Jennifer Love Hewitt je trebala glumiti Robin, no ona je odbila tu ulogu. Zamijenila ju je Cobie Smulders, tada "nepoznata" osoba.